# Запад (батальон)
Батальон «Запад» — батальон специального назначения 42-й гвардейской мотострелковой дивизии. Штаб батальона располагался в Грозном. 

## История
Образован в ноябре 2003 года во время Второй чеченской войны. Расформирован в конце 2008 года 8 ноября. По данным Би-би-си, являлся единственным формированием, где не было бывших сепаратистов, и сформирован из отряда антидудаевской оппозиции, возникшего в селе Кень-Юрт в начале 1992 года.

## Командиры
- Какиев, Саид-Магомед Шамаевич — командир батальона;
- Элимханов, Бислан Рамзанович — командир батальона[1].